# Šanov (district de Rakovník)
Pour les articles homonymes, voir Šanov.
Šanov (en allemand : Schönau) est une commune du district de Rakovník, dans la région de Bohême-Centrale, en République tchèque. Sa population s'élevait à 561 habitants en 2020.

## Géographie
Šanov se trouve à 7,5 km à l'ouest-sud-ouest de Rakovník et à 56 km à l'ouest de Prague.
La commune est limitée par Pšovlky au nord-ouest, par Senomaty au nord-est et à l'est, par Petrovice au sud, et par Řeřichy au sud et à l'ouest.

## Histoire
La première mention écrite de la localité date de 1296.

## Transports
Par la route, Šanov se trouve à 9 km de Rakovník et à 67 km du centre de Prague.